# Dorothy Gibson
Dorothy Winifred Gibson, all'anagrafe Dorothy Winifred Brown, (Hoboken, 17 maggio 1889 – Parigi, 17 febbraio 1946), è stata un'attrice, modella e cantante statunitense.
Aveva iniziato la sua carriera a teatro, diventando poi una famosa modella. Passò poi al cinema.
Nel 1912, appena finite le riprese del film Berretto rosso, si imbarcò con la madre Pauline a Cherbourg sul RMS Titanic. La notte del disastro, il 14 aprile 1912, Dorothy e la madre, in quanto passeggere di prima classe, occuparono la prima scialuppa che venne calata in acqua, la numero 7, recuperata poi dal RMS Carpathia.
Tornata a New York, Dorothy girò il film Salvata dal Titanic che apparve nelle sale cinematografiche il 14 maggio del 1912: fu un vero successo. Tuttavia, dopo Salvata dal Titanic, il successo di Dorothy sembrò svanire; girò solo un altro film, poi si sposò. Morì di infarto nel 1946 all'Hotel Ritz di Parigi.

## Biografia
Nata il 17 maggio 1889 da John A. Brown e da Pauline Boesen con il nome di Dorothy Winifred Brown, rimase orfana di padre a soli tre anni. Sua madre si risposò con John Leonard Gibson, da cui Dorothy prese il nome di Gibson. Tra il 1906 e il 1911, cominciò la sua carriera artistica apparendo sul palcoscenico come cantante e ballerina in spettacoli teatrali e di vaudeville. La sua partecipazione teatrale più importante fu in uno spettacolo di Broadway nel 1907, nel musical The Dairymaids di Charles Frohman. Fu presente regolarmente sulle scene in spettacoli degli Shubert Brothers all'Hippodrome Theatre.

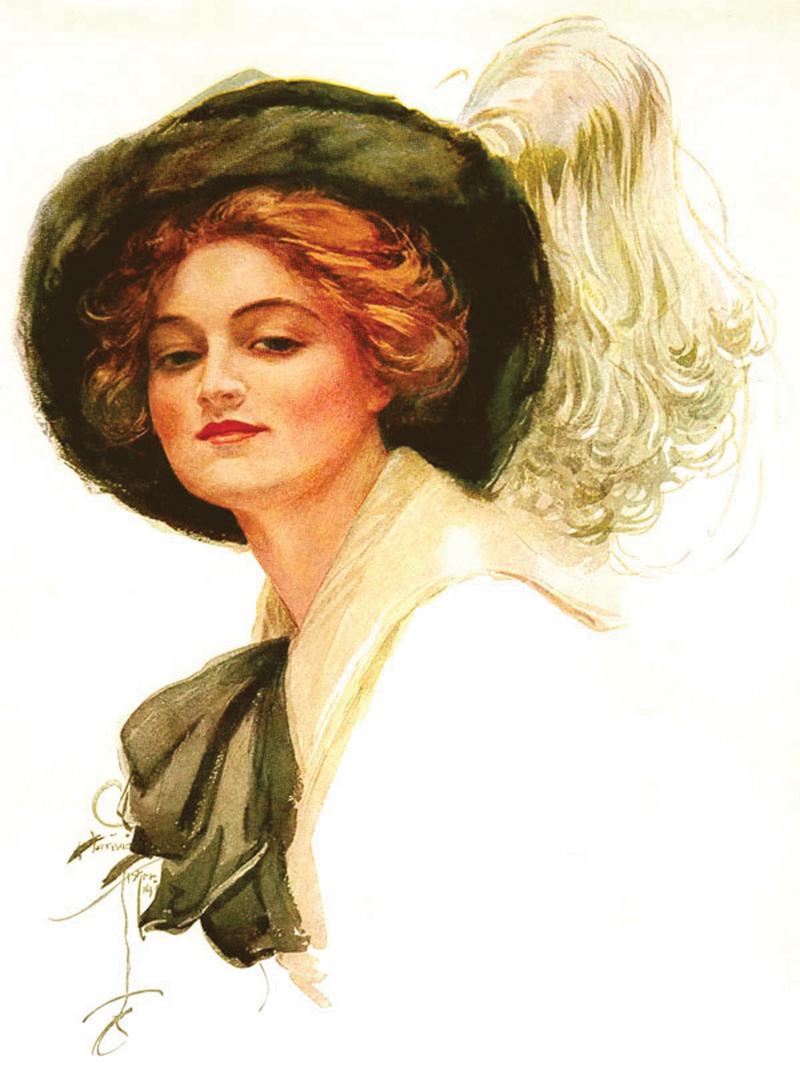
Dorothy Gibson ritratta (1911) da Harrison Fisher

Nel 1909, un anno prima di sposare George Battier Jr., posò per il noto artista Harrison Fisher di cui diventò una delle modelle preferite. Nei tre anni seguenti, la sua immagine apparve regolarmente in poster, cartoline, pubblicità e libri illustrati, tanto da essere chiamata "The Original Harrison Fisher Girl". Fisher la usò anche per le copertine che disegnava per le riviste Cosmopolitan, Ladies' Home Journal, The Saturday Evening Post.
Nel frattempo, Dorothy si separò dal marito, da cui divorziò però solo nel 1916.

## Carriera cinematografica
Rappresentata da Pat Casey, uno dei più importanti agenti teatrali, Dorothy Gibson venne introdotta nel mondo del cinema, Nel 1911, cominciò a interpretare piccoli ruoli prima per l'IMP, poi per la Lubin Company. In luglio, la Eclair American le affidò un ruolo da protagonista: la nuova attrice diventò subito una beniamina del pubblico. Apprezzata commediante, dimostrò anche le sue doti drammatiche in uno dei ruoli più importanti della sua carriera, quello in Hands Across the Sea in '76.
Il suo film più famoso resta Saved from the Titanic di Étienne Arnaud: un mese esatto dopo il naufragio del Titanic, uscì nelle sale la ricostruzione della tragedia raccontata da una dei protagonisti. È Dorothy che, imbarcata sul transatlantico, venne salvata insieme alla madre dal Carpathia, la nave della Cunard che riuscì a prendere a bordo i 706 superstiti. Il film, che venne distribuito negli Stati Uniti, in Gran Bretagna e in Francia, spopolò al botteghino. L'unica pellicola conosciuta del film venne però distrutta in un incendio agli Éclair Studios.
Dorothy Gibson si ritirò dalle scene nel maggio 1912: in quel momento, era - insieme a Mary Pickford - l'attrice più pagata al mondo. Iniziò, quindi, sostenuta da Jules Brulatour, a studiare canto.

## Vita privata
Nel 1911, Dorothy Gibson iniziò una relazione che sarebbe durata sei anni con il tycoon Jules Brulatour. Nel 1913, la sua carriera di cantante d'opera venne interrotta da un incidente d'auto in cui rimase ucciso un pedone. Le indagini rivelarono che l'auto guidata dall'attrice apparteneva a Brulatour e che i due erano amanti. Brulatour era già separato dalla moglie Clara Isabelle da cui aveva avuto tre figli. Lo scandalo provocò il loro divorzio, sancito nel 1915. La posizione di Brulatour lo costrinse a legittimare la relazione con Dorothy Gibson e, nel 1917, i due si sposarono. Il matrimonio, però, venne invalidato e sciolto due anni dopo. Per sfuggire ai pettegolezzi, Dorothy Gibson lasciò New York, recandosi a Parigi, dove si trasferì stabilmente a parte i quattro anni che passò in Italia durante la seconda guerra mondiale.

## L'arresto a San Vittore e gli ultimi anni
Simpatizzante nazista e considerata un'agente segreta, Dorothy Gibson si dissociò dal fascismo nel 1944. Venne arrestata con l'accusa di essere un'agitatrice anti-fascista e fu incarcerata a Milano, a San Vittore. Riuscì a uscire dal carcere insieme al giornalista Indro Montanelli e al generale Bartolo Zambon per l'intervento del cardinale di Milano Alfredo Ildefonso Schuster.
Alla fine della guerra, ritornò in Francia dove, il 17 febbraio 1946, morì per un attacco cardiaco nel suo appartamento parigino all'Hotel Ritz, all'età di 56 anni. Venne sepolta al cimitero di Saint-Germain-en-Laye.

## Filmografia

### Attrice
- A Show Girl's Stratagem, regia di Harry Solter – cortometraggio (1911)
- The Angel of the Slums, regia di Joseph A. Golden – cortometraggio (1911)
- Good for Evil – cortometraggio (1911)
- Hands Across the Sea in '76, regia di Lawrence B. McGill – cortometraggio (1911)
- Miss Masquerader (1911)
- The Musician's Daughter, regia di Jay Hunt (1911)
- The Wrong Bottle – cortometraggio (1911)
- Divorcons – cortometraggio (1912)
- Mamie Bolton (1912)
- Love Finds a Way  (1912)
- The Awakening  (1912)
- The Guardian Angel, regia di Étienne Arnaud (1912)
- Getting Dad Married
- Bridge, regia di Étienne Arnaud  – cortometraggio (1912)
- The Kodak Contest  (1912)
- It Pays to Be Kind, regia di G.T. Evans – cortometraggio (1912)
- A Living Memory – cortometraggio (1912)
- Brooms and Dustpans – cortometraggio (1912)
- The White Aprons – cortometraggio (1912)
- A Lucky Holdup, regia di Delmar E. Clarke – cortometraggio (1912)
- The Legend of Sleepy Hollow, regia di Étienne Arnaud – cortometraggio (1912)
- The Easter Bonnet – cortometraggio  (1912)
- Revenge of the Silk Masks, regia di Étienne Arnaud (1912) – cortometraggio
- Salvata dal Titanic (Saved from the Titanic), regia di Étienne Arnaud – cortometraggio (1912)
- Roses and Thorns – cortometraggio (1912)

### Sceneggiatrice
- Salvata dal Titanic (Saved from the Titanic), regia di Étienne Arnaud (1912)

### Film o documentari dove appare Dorothy Gibson
- Beyond Titanic, documentario tv, regia di Edith Becker (1998)